# Sartirana Lomellina
Sartirana Lomellina (Sàrtiräna in dialetto lomellino) è un comune italiano di 1 513 abitanti della provincia di Pavia in Lombardia. Si trova nella Lomellina occidentale, non lontano dalla riva sinistra del Po.

## Storia
Il toponimo appare già nel X secolo, quando la località faceva parte del Comitato di Lomello, poco dopo assegnato ai conti palatini. Essi nel 1140-1146 furono costretti dalla città di Pavia alla sottomissione. Federico I attribuì la zona a Pavia e nel relativo documento (1164) è citata anche Sartirana, ricordata poi anche nell'elenco delle terre pavesi (1250). Sotto i Visconti venne infeudato al condottiero Angelo della Pergola (1424), e sotto gli Sforza al ministro Cicco Simonetta, poi fatto uccidere da Ludovico il Moro. 
Quest'ultimo, con atto di donazione del 28 gennaio 1494, donò il feudo alla moglie Beatrice d'Este, con tutte le relative possessioni, fortilizi e diritti feudali a esso connesso, ossia il mero et mixto imperio, ogni tipo di giurisdizione, omaggi, immunità, la facoltà di amministrarle secondo il proprio arbitrio, deputare castellani, pretori, ufficiali, nonché di fruizione delle rendite.
Alla morte della moglie concesse il feudo ai Guasco di Alessandria, e nel 1499 il re Luigi XII di Francia, che occupava il ducato, lo diede al cardinale d'Amboise. Si può notare che il feudo di Sartirana veniva via via concesso a personaggi di grande rilievo politico nei continui rivolgimenti dell'epoca. Nel 1521 Sartirana fu infeudata a Mercurino Arborio di Gattinara, cancelliere imperiale, e rimase poi ai suoi discendenti, con un feudo comprendente anche alcuni centri vicini, fino all'abolizione del feudalesimo (1797).
Nel 1707 Sartirana, con tutta la Lomellina, fu annessa agli Stati dei Savoia. Nel 1859 entrò a far parte della provincia di Pavia.

### Simboli
Lo stemma comunale e il gonfalone sono stati concessi con decreto del presidente della Repubblica del 27 aprile 1964.
Il gonfalone è un drappo di azzurro.

### Altri simboli di Sartirana
- La torre del castello, che domina tutto il paese
- I tre campanili delle chiese di San Rocco, della Santissima Trinità e di Santa Maria dell'Assunta
- Il biscione, simbolo del governo visconteo

## Monumenti e luoghi d'interesse

### Architetture religiose
- Chiesa di Santa Maria Assunta
- Chiesa di San Rocco
- Chiesa della Santissima Trinità
- Cappella della Madonna di Lourdes
- Cappella della Madonna del Buon Consiglio
- Il cimitero, situato fuori paese, fu costruito alla fine del XIX secolo, in sostituzione del vecchio, ormai inadeguato e posto ormai a centro paese. Il progetto è dell'architetto Carlo Nigra che optò per uno stile neogotico-lombardo. Negli anni Trenta del secolo scorso il cimitero fu ampliato e furono eseguiti dal pittore Omegna degli affreschi che ancora oggi sono visibili nell'androne. In fondo al camposanto è situata la chiesa cimiteriale che conserva l'ossario. Le cappelle gentilizie sono molto particolari ed ognuna è personalizzata dal proprietario con marmi, affreschi e mosaici. All'interno è seppellita la madre di Dario Fo, Pina Rota Fo, ed è presente la cappella della famiglia Naj Oleari.

### Architetture civili

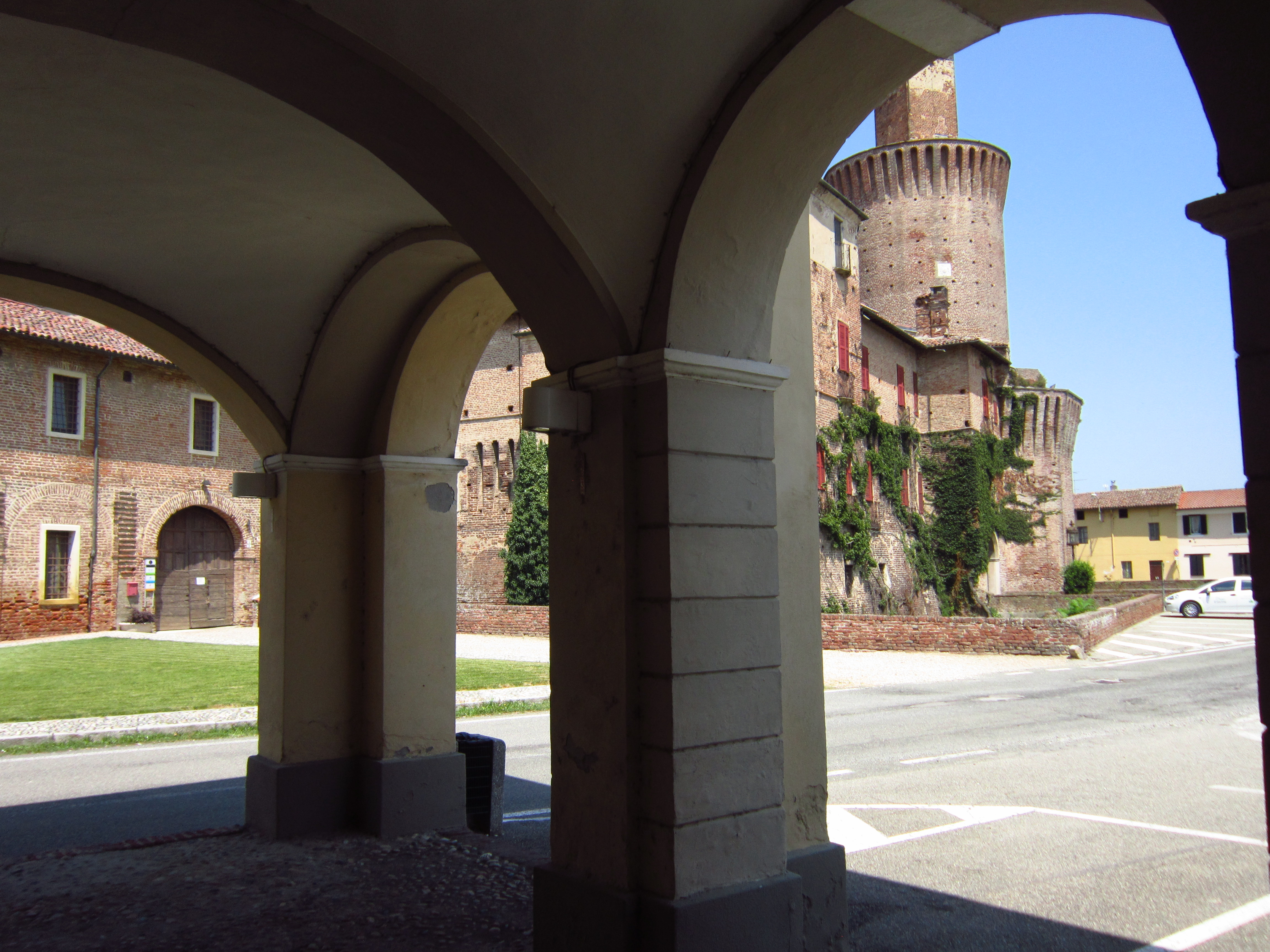
Scorcio con il castello

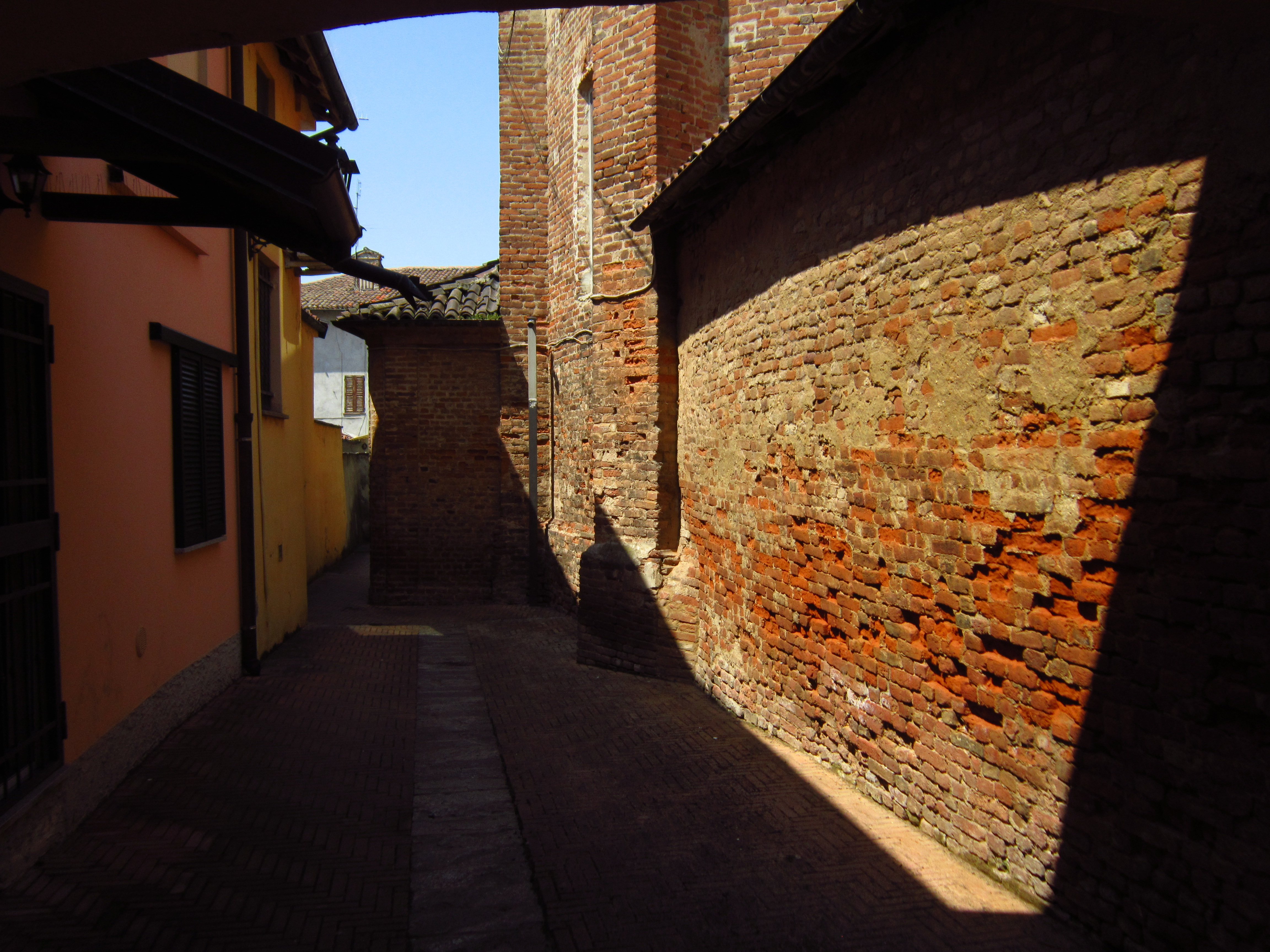
Virgo Potens

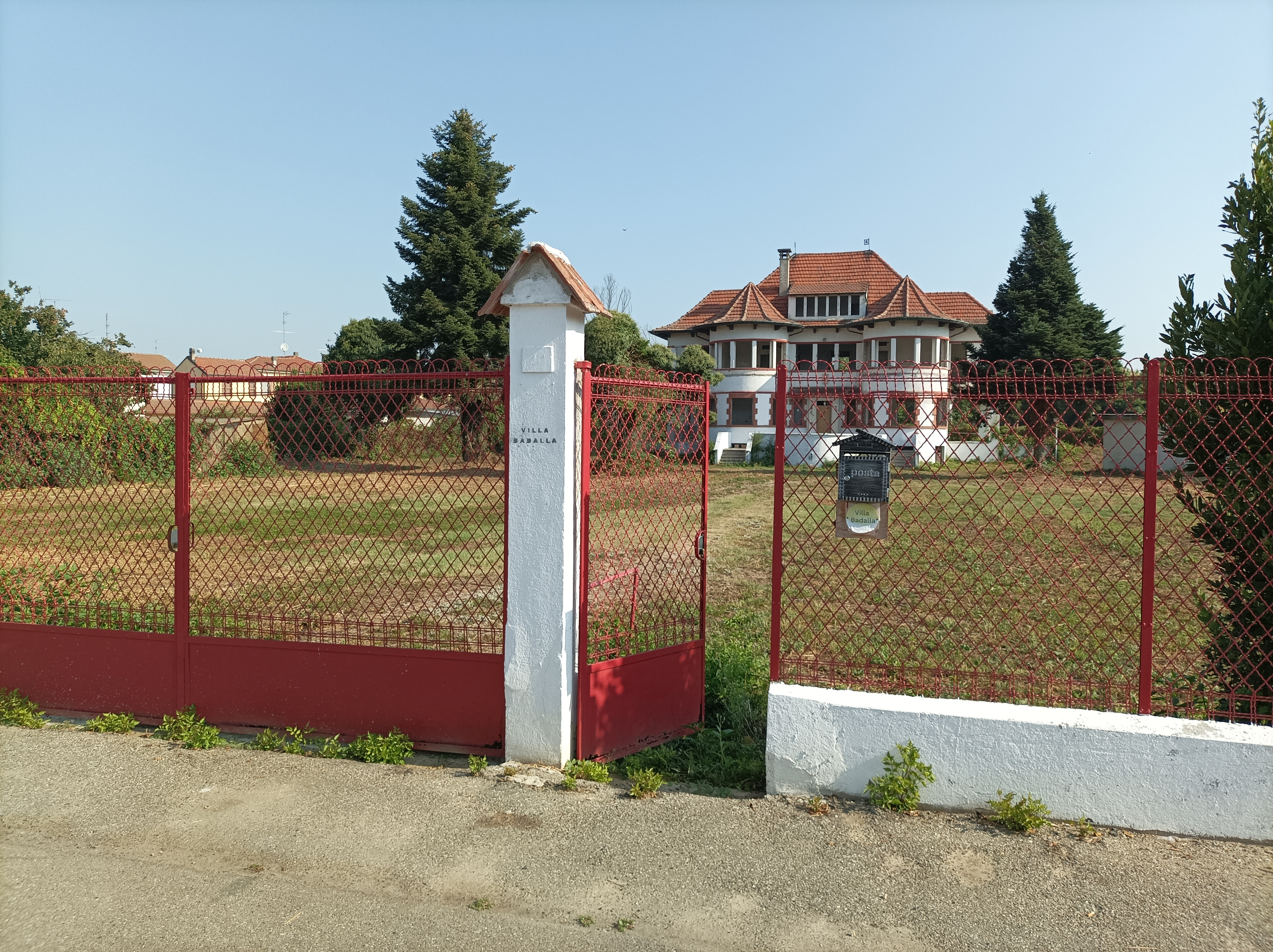
Villa Badalla: ingresso vittoriano di Via Gramsci

- Villa Badalla: ingresso vittoriano di Via GramsciVilla Badalla, conosciuta come la Casa del Medico dottor Gianfranco Badalla (1921-2006), che la progetta in stile vittoriano, affidando i lavori al geometra Pietro Risaro in Cuntrà d'la Stasiò.
- La Pila del castello, annessa al maniero, un edificio di archeologia industriale. Edificata nel Settecento aveva il compito di essiccare il riso e di raffinarlo.
- La Casa dell'Ambasciatore, posta di fronte al castello, è un esempio di architettura gotica lombarda del XV secolo, ed è decorato da splendidi rilievi in cotto che contornano le finestre e quel che rimane del cornicione: è presente su una delle facciate un bassorilievo con il biscione visconteo.
- Il Pozzo Gattinara.
- Il Monumento ai Caduti delle due Guerre Mondiali, è situato nella vicinanze della stazione ferroviaria. Il monumento è costituito da un altare di pietra e da un blocco di pietra posto sulla sommità dell'altare. Il blocco di pietra è decorato da altorilievi in bronzo che raffigurano dei soldati, opera dello scultore casalese Leonardo Bistolfi, e sono incisi i nomi dei caduti sartiranesi nelle due Guerre Mondiali. L'altare è contornato da alberi e siepi.
- Le Ville Moderniste. Sartirana ha ospitato importanti famiglie borghesi che hanno costruito stupende ville in stile modernista detto anche liberty o floreale. La più grande e importante è Villa Buzzoni-Nigra, residenza dei coniugi omonimi. I Buzzoni-Nigra furono un'importante famiglia originaria di Milano, ma che scelse di trasferirsi e vivere nella più tranquilla Sartirana dove costruirono la propria residenza. La Villa si articola in più piani ed è caratterizzata da saloni finemente decorati e affrescati. Oggi è di proprietà della parrocchia in seguito alla donazione effettuata dai due coniugi nei confronti della comunità locale.
- I Virgo Potens sono i caratteristici vicoli medievali che percorrono il centro storico del paese. Questi vicoli si possono percorrere esclusivamente a piedi o in bicicletta e sono la perfetta ambientazione per mostre all'aria aperta.

### Architetture militari

#### Castello
- Il Castello Visconteo venne fatto costruire alla fine del Trecento [7] per volere di Gian Galeazzo Visconti e su progetto del capitano Jacopo dal Verme, prima di essere rielaborato negli anni 1462-1463[7]. Verso la fine del XV secolo gli Sforza rialzarono di un piano e rafforzarono le difese del maniero grazie ai progetti di Bartolomeo Fioravanti, lo stesso architetto che progettò le difese del Cremlino di Mosca. Nel XVI secolo, il Castello fu trasformato in una comoda residenza dalla famiglia dei Gattinara e prese le sembianze odierne. Sartirana e il suo castello passarono quindi agli Spagnoli con Mercurino Arborio sino alla sua morte avvenuta nel 1530. Il maniero è appartenuto alla dinastia degli Arborio sino al 1934, e quindi al principe Amedeo di Savoia-Aosta. L'impianto è quadrilatero, con fossato[7] perimetrale, un cortile interno e quattro torri angolari, delle quali una si sviluppa su più piani[7]. I corpi di fabbrica, rielaborati nel corso dei secoli, sono dotati di beccatelli.[7] L'edificio, di proprietà privata, ospita attualmente il “Centro Studi e Documentazione della Lomellina“e la “Fondazione Sartirana Arte“.

## Società

### Evoluzione demografica
Abitanti censiti

## Cultura

### Cucina

#### Sagra della Rana
Nel primo fine settimana di settembre si svolge la Sagra della Rana, l'evento più importante del paese in cui le persone affollano il giardinetto estivo Mike Bongiorno per degustare il tipico batrace (rana, rospo) in vari modi.
La cucina è omogenea alla cucina lomellina. I primi tipici sono la paniscia e il risotto alla pilota. I secondi più diffusi vengono preparati con verdura, carne e uova. I dolci sono costituiti dalle torte torta paradiso. Tipici di Sartirana sono i biscotti "Le Sartirane": pastefrolle a forma di rana preparate con l'impasto delle offelle, i tipici biscotti lomellini.

### Eventi
A Sartirana durante tutto l'anno si svolgono diverse manifestazioni:
- febbraio: in occasione del carnevale viene organizzata una parata di carri allegorici;
- marzo-aprile: Luna Park con bancarelle;
- maggio: Riso & Rose, manifestazione folcloristica che unisce i principali comuni del Monferrato con i comuni di Sartirana, Mede e Breme.
- luglio: Dì d'la festa, lungo la settimana del 16;
- settembre: Nella prima domenica di Settembre, oltre alla popolare Sagra, nelle vie del centro storico si svolge anche la manifestazione "Le bancarelle nei dossi" in cui i vari espositori mostrano i propri lavori di hobbistica. Si è svolta fino all'anno 2008 l'estemporanea di pittura "La rana d'oro" in cui sono stati premiati i quadri considerati più rappresentativi dalla giuria. Dall'anno 2009 l'estemporanea è stata sostituita dal "Memorial Berti" esposizione di manufatti pittorici di artisti locali nelle vie del centro storico.
- ottobre: dal secondo sabato alla terza domenica del mese si svolge nel castello la mostra di antiquariato; da qualche anno si tiene inoltre "Sartirana Textile Show" la fiera del tappeto orientale che ospita esibitori provenienti da Turchia, Iran, Thailandia, Israele e Libano.
- dicembre: nella settimana antecedente il Santo Natale si svolge il tradizionale "Concerto di Natale per la pace", in genere eseguito dalla Corale Padre Francesco Pianzola di Sartirana.

## Economia

### Agricoltura
L'agricoltura è il settore più importante per l'economia di Sartirana; le colture principali sono quelle di cereali (riso, mais, grano) e la silvicoltura di pioppi.
L'allevamento riguarda principalmente i bovini; i suini e le oche non sono più allevati da diversi anni.

### Industria
La principale fabbrica del paese è la Riseria Carnevale, che raffina e confeziona il riso per la vendita finale sia sul mercato nazionale che europeo e arabo. Esistono 52 laboratori orafi di alta qualità grazie alla vicinanza con la città di Valenza, una delle capitali mondiali del gioiello.

## Infrastrutture e trasporti

### Strade
La Strada statale 494 Vigevanese collega Sartirana alle città principali delle vicinanze. Le autostrade più vicine sono l'A7 (uscita Casei Gerola), l'A21 (uscita Alessandria Ovest o Voghera) e l'A26 (uscita Casale Monferrato Nord).

### Ferrovie
Sartirana è attraversata dalla linea Novara-Alessandria ed è munita di una stazione propria posta in paese.

### Mobilità urbana
Il paese è servito da due autolinee: la linea Mede-Mortara (operata dalla STAV-Società Trasporti Automobilistici Vigevano) e la linea Mede-Casale Monferrato (operata dalla STAC-Autoticino).

## Amministrazione

### Gemellaggi
- Blainville-sur-Orne

## Sport
Nel comune esiste la squadra calcistica dell'Unione Sportiva Sartiranese dai colori sociali bianco e nero.
La Sartiranese ha più cent'anni di storia. Le squadre militano nei campionati giovanili ed in quello di Prima Categoria, conquistata al termine della stagione 2010-11.
La prima squadra ha raggiunto e disputato più volte il campionato di Prima Categoria.
All'U.S.Sartiranese si deve la fondazione della "Sagra della Rana" e, tramite l'istituzione di un comitato, l'attuale gestione della stessa; la Sagra è lo sponsor principale dell'U.S. Sartiranase.